# Kunstjahr 1940
Liste der Kunstjahre

◄ | 1936 | 1937 | 1938 | 1939 | Kunstjahr 1940 | 1941 | 1942 | 1943 | 1944

Weitere Ereignisse

## Ereignisse

### Raubkunst

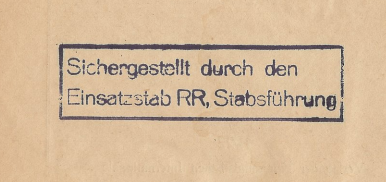
Markierungsstempel des Einsatzstabs Reichsleiter Rosenberg

- 5. Juli: Mit Führerbefehl wird der Einsatzstab Reichsleiter Rosenberg gegründet, eine Rauborganisation der NSDAP für Kulturgüter aus den besetzten Ländern während des Zweiten Weltkrieges, die unter der Leitung des NS-Parteiideologen Alfred Rosenberg und des von ihm geführten Außenpolitischen Amtes der NSDAP (APA) steht. In Paris wird die Dienststelle Westen unter Kurt von Behr eingerichtet. Am 17. September bevollmächtigt Generalfeldmarschall Wilhelm Keitel im Auftrage Hitlers den ERR, „jeglichen herrenlosen Kulturbesitz sicherzustellen“.

### Architektur
- Die von Ingenieur Karl Schaechterle Architekt Friedrich Tamms geplante Linzer Nibelungenbrücke für die nationalsozialistische „Führerstadt Linz“ wird fertiggestellt. Gleichzeitig mit dem Bau der Nibelungenbrücke wurden einige Gebäude an beiden Donauufern abgerissen, um der breiteren sowie höheren Brücke Platz zu schaffen. Am direkt an die Nibelungenbrücke angrenzenden Linzer Hauptplatz wurden mehrere historistische Gebäude abgerissen, um durch die sogenannten „Brückenkopfgebäude“ ersetzt zu werden.

### Malerei
- 12. September: Die Höhle von Lascaux mit ihren Höhlenmalereien wird entdeckt.
- Der US-amerikanische Maler Edward Hopper malt in Öl auf Leinwand sein Gemälde Gas.
- Salvador Dalí malt die surrealistischen Gemälde Das Gesicht des Krieges und Sklavenmarkt mit unsichtbarer Büste Voltaires.

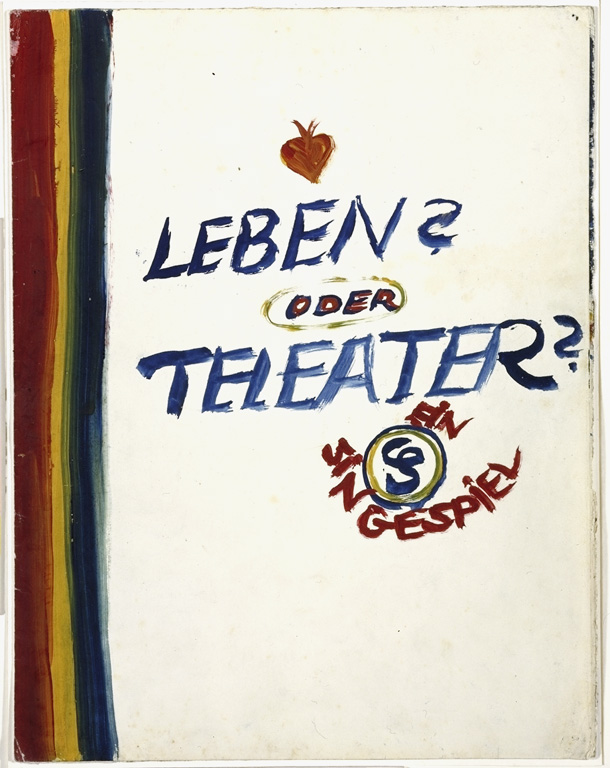
Leben? Oder Theater?, Titelblatt der Bildfolge

- Die deutsch-jüdische Malerin Charlotte Salomon beginnt im südfranzösischen Exil ihren Bilderzyklus Leben? Oder Theater?.

### Museen und Ausstellungen

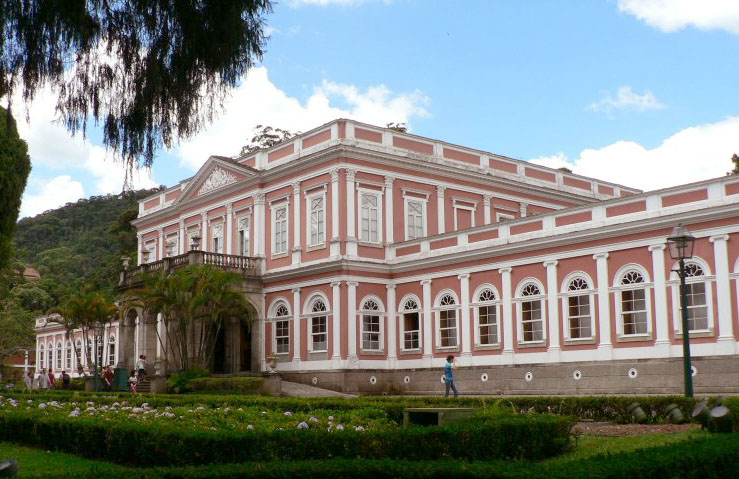
Museu Imperial im ehemaligen Palácio Imperial

- 29. März: Das Museu Imperial in der ehemaligen Sommerresidenz des brasilianischen Kaisers Pedro II. in Petrópolis nördlich von Rio de Janeiro wird gegründet.
- 23. Juni bis 2. Dezember: In Lissabon wird die nicht offiziell als Weltausstellung anerkannte Portugiesische Weltausstellung durchgeführt, die von rund 3 Millionen Menschen besucht wird.

## Geboren

### Erstes Halbjahr
- 04. Januar: Helmut Jahn, deutsch-amerikanischer Architekt († 2021)
- 24. Januar: Vito Acconci, US-amerikanischer Architekt, Landschaftsarchitekt und Installationskünstler († 2017)

- 05. Februar: HR Giger, Schweizer bildender Künstler, Maler und Oscarpreisträger († 2014)
- 09. Februar: Hubert Burda, deutscher Kunsthistoriker und Verleger
- 15. Februar: Ursula Krinzinger, österreichische Galeristin und Kunsthändlerin
- 16. Februar: Uwe Bremer, deutscher Maler und Graphiker
- 18. Februar: Anna Oppermann, deutsche bildende Künstlerin († 1993)
- 27. Februar: Troels Andersen, dänischer Kunsthistoriker  († 2021)
- 29. Februar: Klaus-Dieter Lehmann, deutscher Kulturmanager

- 05. März: Werner Petzold, deutscher Maler und Grafiker († 2023)
- 08. März: Peter Baumbach, deutscher Architekt und Professor der Kunsthochschule Berlin-Weißensee († 2022)
- 15. März: Jacques Hustin, belgischer Sänger und Maler († 2009)
- 20. März: Cees Andriessen, niederländischer Maler, Bildhauer und Grafiker († 2023)
- 21. März: Walter Andreas Angerer, deutscher Kunstmaler und Komponist
- 30. März: David Askevold, US-amerikanisch-kanadischer Künstler († 2008)

- 04. April: Jochen Gerz, deutscher Künstler
- 04. April: Michael Ruetz, deutscher Fotograf († 2024)
- 07. April: Edith Schindler, Schweizer Textilentwerferin, Illustratorin, Malerin, Radiererin und Fotografin
- 15. April: Marian Zazeela, US-amerikanische Malerin, Licht-, Performance- und Installationskünstlerin, Designerin und Musikerin († 2024)
- 20. April: Gerhard Gepp, österreichischer Illustrator, Maler und Grafiker († 2024)

- 17. Mai: Hartwig Ebersbach, deutscher Maler
- 25. Mai: Nobuyoshi Araki, japanischer Fotograf

- 10. Juni: Arnaldo Coen, mexikanischer Maler, Bildhauer, Illustrator und Bühnenbildner
- 30. Juni: Heinrich Gillis Görtz, deutscher Maler und Grafiker († 2010)

### Zweites Halbjahr
- 15. Juli: Ian Charles Athfield, neuseeländischer Architekt
- 17. Juli: Otmar Alt, deutscher Maler, Grafiker, Designer und Bildhauer
- 17. Juli: Francisco Toledo, mexikanischer Maler († 2019)
- 20. Juli: Karl-Heinz Appelt, deutscher Bildhauer, Plastiker und Grafiker († 2013)

- 28. August: Christian Ludwig Attersee, österreichischer Maler der Pop Art

- 09. September: Vicente Segrelles, spanischer Comiczeichner und Autor
- 27. September: Rudolph Moshammer, deutscher Modeschöpfer († 2005)

- 19. Oktober: Bettina von Arnim, deutsche Malerin, Zeichnerin und Grafikerin
- 28. Oktober: Richard Kriesche, österreichischer Objekt- und Medienkünstler

- 05. November: Dmitri Alexandrowitsch Prigow, russischer Künstler († 2007)
- 13. November: Rudolf Schwarzkogler, österreichischer Fotograf und Künstler († 1969)

- 20. Dezember: Klaus Kada, österreichischer Architekt

### Genaues Geburtsdatum unbekannt
- Luciana Arrighi, italienische Filmarchitektin, Kostüm- und Szenenbildnerin
- Joachim Heusinger von Waldegg, deutscher Kunsthistoriker

## Gestorben

### Todesdatum gesichert
- 27. Januar: Clement Heaton, britischer Glasmaler und -bläser (* 1861)
- 15. Februar: Onofre Jarpa Labra, chilenischer Maler (* 1849)
- 20. Februar: Heinrich Seufferheld, deutscher Zeichner, Maler und Radierer (* 1866)
- 27. Februar: Peter Behrens, deutscher Architekt, Maler und Designer (* 1868)

- 03. April: Josef Ponten, deutscher Architekt, Kunsthistoriker und Schriftsteller (* 1883)
- 25. April: Wilhelm Dörpfeld, deutscher Architekt und Archäologe (* 1853)

- 01. Mai: Leonard Leslie Brooke, britischer Illustrator und Autor (* 1862)
- 08. Mai: Hedwig Scherrer, Schweizer Grafikerin und Malerin der Arts & Craftsbewegung (* 1878) Hedwig Scherrer: Selbstportrait

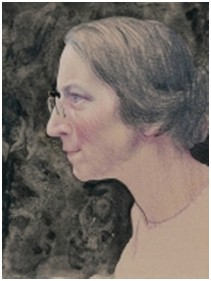
Hedwig Scherrer: Selbstportrait

- 30. Mai: Marie Arnsburg, österreichische Malerin (* 1853)

- 09. Juni: Janet Scudder, US-amerikanische Bildhauerin (* 1869)
- 27. Juni: Harry Burton, britischer Fotograf (* 1879)

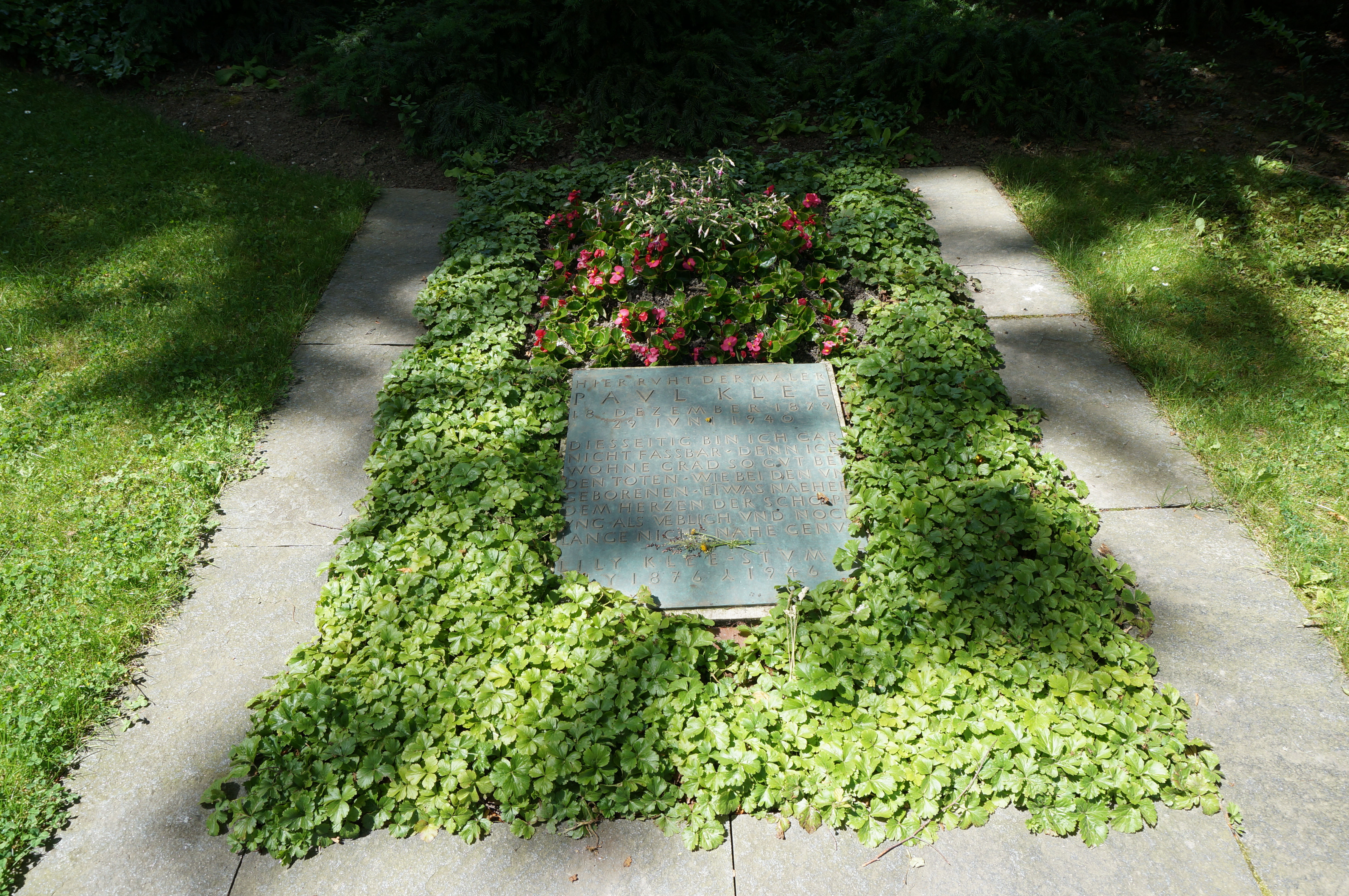
Grab Paul Klees auf dem Schosshaldenfriedhof in Bern

- 29. Juni: Paul Klee, Schweizer Maler der abstrakten Malerei (* 1879)

- 01. Juli: Andor Ákos, ungarisch-deutscher Architekt, Innenarchitekt, Maler und Grafiker (* 1893)
- 05. Juli: Arthur Stockdale Cope, britischer Porträtmaler (* 1857)
- 31. Juli: Elfriede Lohse-Wächtler, deutsche Malerin (* 1899)

- 26. September: Walter Benjamin, deutscher Schriftsteller, Kunst- und Literaturkritiker (* 1892)
- 20. Oktober: Erik Gunnar Asplund, schwedischer Architekt, Hochschullehrer und Designer (* 1885)
- 17. November: Eric Gill, britischer Bildhauer, Grafiker und Schriftdesigner (* 1882)

- 12. Dezember: Ernst Aufseeser, deutscher Maler, Lithograf, Xylograf, Grafikdesigner und Hochschullehrer (* 1880)
- 15. Dezember: Clara Southern, australische Malerin (* 1860)

### Genaues Todesdatum unbekannt
- Pierro Arrigoni, italienischer Architekt (* 1856)
- Paul Jatzow, deutscher Architekt (* 1896)